# الطفولة والمجتمع
الطفولة والمجتمع  هو كتاب عام 1950 عن الأهمية الاجتماعية للطفولة بقلم إريك إريكسون .

## ملخص
يناقش إريكسون الأهمية الاجتماعية للطفولة، حيث يقدم أفكارًا مثل المراحل الثمانية للتنمية النفسية الاجتماعية ومفهوم «أزمة الهوية».

## الاستقبال
كانت الطفولة والمجتمع أول كتاب من كتب إريكسون أصبح شائعاً. الناقد الأدبي فريدريك كروس يدع هذا العمل «كتابًا مقروءًا ومهمًا يمد نظرية فرويد التنموية».